# 仲川咲姫
仲川 咲姫（なかがわ さき、1987年6月23日- ）は日本のAV女優。

## 略歴・人物
2008年にデビューしたロリ系のAV女優である。

## 出演作品
2008年
- DAISY 16（1月23日、プレステージ）
- じゅーだい いえで体験記 93 中出し美少女 サキちゃん（2月2日、プレステージ）
- いもうと夢（2月15日、スマイリー）
- SODが地方で見つけた、同じ職場で働く大親友の美人ペットトリマー2人組を仕事中、親友と一緒にAVデビューさせます!（2月21日、SODクリエイト）
- 僕の妹9 -C学生 シスターラブ-（4月2日、プレステージ）
- 何色にも染まっていない清き美少女（4月19日、キッチュ）
- R-18 さき （5月1日、GLAY'z）
- ロリ・ナンパすぺしゃる。 13 青山表参道 美少女モデル系ロリのワレメに生中出し（5月2日、GLAY'z）
- 【裏】 sugao（6月3日、BUMPエンターテインメント）
- ミニスカニーソ MANIAX（6月20日、TMA）
- ブルマニア （6月27日、I.B.WORKS）
- おもらし学園 ハイスクールエクスタシー（6月28日（レンタル）／7月11日（セル）、LEO）
- JCエロバナ相談所 巨乳女子中生さきのまんもっこり!（6月28日、チェリーズ）
- シロダマ 19 女子校生 携帯援交（7月2日、プレステージ）
- 女子校生強制中出し 16（7月12日、隼エージェンシー）
- フェラコレ2008夏SP（7月12日、隼エージェンシー）他多数出演
- こんな娘を犯したい…（7月16日、LOTUS）
- ロリレイプ 3（7月19日、ミスター・インパクト）
- 全裸立ち電マ連続アクメ 4時間（8月8日、TMA）
- こだわりの手コキ 4時間SP 9 30人のハンドメイド（8月9日、隼エージェンシー）
- びちょまん 9（8月23日、クリスタル映像）
- ロリ相姦（9月13日、隼エージェンシー）
- パイパンスジっ娘中出し ヲタ系美少女咲姫ちゃん1●才 私のパイパン見て下さい（9月17日、LOTUS）